# Anita Ekberg
Kerstin Anita Marianne Ekberg (Malmö, 29 september 1931 – Rome, 11 januari 2015) was een Zweeds actrice, fotomodel en sekssymbool die vanwege haar tamelijk koele uitstraling de bijnaam IJsberg verwierf. In de jaren vijftig werd ze niettemin bekend als sekssymbool en als zodanig tot icoon verheven in Federico Fellini's beroemde film La dolce vita uit 1960.

## Levensloop
Ekberg groeide op in een gezin met zeven broers en zussen. In 1951 werd ze tot Miss Zweden verkozen, waardoor ze mee kon doen aan de Miss Universe-verkiezing, destijds gehouden in de Verenigde Staten. Haar tamelijk rijzige en welgevormde gestalte (ze leek langer dan haar 1,69 m en haar horizontale maten werden gaandeweg 39-22-37) en fraaie, bijna klassieke gelaat, omlijst door weelderige blonde lokken, vielen onmiddellijk op. Ze werd ontdekt door de Amerikaanse modellenbureaus en filmmakers, die na Marilyn Monroe nieuwe spectaculaire blonde sterren zochten, en kreeg een contract bij zowel een modellenbureau als bij Universal. Ook ontmoette ze filmproducent Howard Hughes, die van haar een ster wilde maken.
Ze werkte eerst in nachtclubs en deed wat modellenwerk voor ze in 1953 haar filmdebuut maakte in de film Take me to Town. Een eerste succesje had ze met Abbott and Costello Go to Mars, voortgezet met The Golden Blade en Blood Alley (met John Wayne en Lauren Bacall) en twee films met Jerry Lewis en Dean Martin, Artists and Models (1955) en Hollywood or Burst (1959). Het waren doorgaans kleine rollen. Meer dan mooi zijn werd er van haar niet verwacht.
Na vijf jaar Hollywood vertrok Ekberg in 1956 naar Italië, waar ze War and Peace, geregisseerd door Hollywoodveteraan King Vidor, zou opnemen. Ze zou voortaan in Italië blijven. In 1959 ontving ze een Golden Globe in de categorie Veelbelovende nieuwkomer. In 1960 had ze succes met de film Boccaccio '70 (in het segment Le tentazioni del dottor Antonio, geregisseerd door Federico Fellini) en I Mongoli (Rooftochten der Mongolen), en in 1963 met 4 for Texas. Haar grote doorbraak kwam door de film La dolce vita (Het Zoete Leven) uit 1960 van de vermaarde regisseur Federico Fellini. De scène waarin zij ongeremd in de Romeinse Trevifontein dartelt, wordt beschouwd als een van de bekendste filmscènes aller tijden. De film won onder meer een Gouden Palm op het filmfestival van Cannes en was genomineerd voor vier Oscars, waarvan een voor Beste Kostuumontwerp. Later zou ze nog twee keer figureren in een film van deze regisseur, in I clowns (1970) en Intervista (1987).
Anita Ekberg is tweemaal getrouwd geweest, met de acteurs Anthony Steel, van 1956 tot 1959, en Rik Van Nutter, van 1963 tot 1975.
Ekberg overleed op 11 januari 2015 op 83-jarige leeftijd in een kliniek te Rome.

## Filmografie
| - Take me to Town (1953) - The Mississippi Gambler (1953) - Abbott and Costello Go to Mars (1953) - The Golden Blade (1953) - Blood Alley (1955) - Artists and Models (1955) - Man in the Vault (1956) - Zarak (1956) - Back from Eternity (1956) - War and Peace (1956) - Hollywood or Burst (1956) - Valerie (1957) - Interpol (1957) - The Man Inside (1958) - Paris Holiday (1958) - Nel segno di Roma (1959) - Le tre eccetera del colonello (1960) - Apocalisse sul fiume giallo (1960) - La dolce vita (1960) - Anonima cocottes (1960) - A porte chiuse (1961) - I mongoli (1961) - Boccaccio '70 (1962, segment Le tentazioni del dottor Antonio) - Call Me Bwana (1963) | - 4 for Texas (1963) - Bianco, rosso, giallo, rosa (1964) - Das Liebeskarussell (1965) - Das gewisse Etwas der Frauen (1966) - La sfinge d'oro (1967) - Scusi, lei è favorevole o contrario? (1967) - Il cobra (1967) - Crónica de un atraco (1968) - Malenka (1969) - If It's Tuesday, This Must Be Belgium (1969) - Un sudario a la medida (1969) - Quella chiara notte d'ottobre (1970) - Il divorzio (1970) - Debito coniugale (1970) - I clowns (1970) - Northeast of Seoul (1972) - Suor Omicidi (1978) - Gold of the Amazon Women (1979) - Cicciabomba (1982) - Intervista (1987) - Il conte Max (1991) - Cattive ragazze (1992) - Ambrogio (1992) - Bámbola (1996) |